# ریچارد فرای
ریچارد نلسون فرای، (به انگلیسی: Richard Nelson Frye) (۱۰ ژانویهٔ ۱۹۲۰–۲۷ مارس ۲۰۱۴) شرق‌شناس و ایران‌شناس برجسته آمریکایی و استاد دانشگاه هاروارد بود. وی نقش مؤثری در پایه‌گذاری «مرکز مطالعات خاورمیانه» دانشگاه هاروارد داشت.

ریچارد نلسون فرای

او به زبان‌های فارسی، عربی، روسی، آلمانی، فرانسوی، پشتو، ازبکی و ترکی مسلط بود و با زبان‌های اوستایی، پهلوی و سغدی آشنایی کامل داشت.
فرای بیش از ۷۰ سال از زندگی‌اش را صرف مطالعه و پژوهش دربارهٔ تاریخ و فرهنگ فلات ایران کرد و یکی از آخرین بازماندگان نسل ایران‌شناسان و شرق‌شناسانی چون آرتور کریستین‌سن و آرتور پوپ، رومن گیرشمن و پروفسور آلبرت امستد بود که شرق‌شناسی را در دانشگاه‌های جهان بنیاد گذاشتند و تألیفات بسیاری دربارهٔ فرهنگ و هنر و تاریخ ایران داشتند.
مرگ وی به دلیل وصیتش مبنی بر دفن کردنش در حاشیه زاینده‌رود اصفهان جنجال‌هایی را در ایران از سوی اصولگرایان به همراه داشت. البته بعدها اخباری از زبان دوستان (افشین زند) این ایران‌شناس آمریکایی منتشر شد که می‌گفت، او در سه هفته آخر عمر ترجیح می‌داده تا در یزد یا شیراز هم دفن شود.
خانواده ریچارد نلسون فرای، ایران‌شناس برجسته، سرانجام پس از ۷۳ روز بلاتکلیفی جنازه او را سوزاندند. با وجود موافقت دو رئیس‌جمهور وقت ایران با این پیشنهاد (دفن در اصفهان) پروندهٔ دفن فرای در ایران با سوزاندن پیکر او بسته شد.

## زندگی
او در خانواده‌ای سوئدی‌تبار در ایالت آلاباما زاده شد و بعد به همراه خانواده به ایالت ایلینوی نقل مکان کرد. پدر فرای، هفده سال پیش از تولد پسر، در سال ۱۹۰۳، از سوئد به آمریکا مهاجرت کرد و در سال ۱۹۱۰ شهروند این کشور شد، اما او که با لیلی هاگلمن از موتالای سوئد ازدواج کرده بود، چنان از همشهریان و بستگانش دل کنده بود که هرگز در خانه به زبان سوئدی سخن نمی‌گفت و تمایلی نداشت که از خاطرات زادگاهش سخنی به میان آورد. پدر فرای در طول زندگی مشاغل مختلفی از حسابدار تا مدیر سینما را پیشهٔ خود کرد، و از همین روی، هرازچندی همراه خانواده‌اش ناچار به جابجایی و اقامت در جایی تازه می‌شد. جابجایی‌هایی که قرار بود آغاز یک سلسله جابجایی‌ها و سفرهای پسرش ریچارد به نقاط دوردست دنیا شود.
فرای در سن پنج سال و نیمی وارد دبستان شد و چند سالی را هم به صورت جهشی خواند، چنان‌که به دلیل تفاوت سن با هم‌کلاسان، همواره خود را جدا از آنان احساس می‌کرد. در دوران نوجوانی با مطالعه داستان‌های تاریخی به شرق و تاریخ آن علاقه‌مند شد و به همین سبب هم‌زمان با تحصیل در رشته فلسفه در دانشگاه ایلینوی، در رشته تاریخ نیز به تحصیل پرداخت و زبان عربی و ترکی و هنرهای اسلامی را آموخت. حتی زمانی به سفارش فیلیپ حتی، استاد مارونی‌اش، آیاتی از قرآن را هم حفظ کرد که به گفتهٔ خودش بعدها در خاورزمین بسیار به دردش خورد. در آن‌جا با آلبرت اومستد آشنا شد و مجذوب سخنان او دربارهٔ کشفیات جدید مؤسسه شرق‌شناسی در تخت جمشید شد و مطالعات خود را در این زمینه دنبال کرد. 
فرای پس از گذراندن دوره‌های چین‌شناسی و باستان‌شناسی چین و ژاپن، نزد محمد سمسار که کارشناس فرش در گمرک آمریکا و دارای مدرک دکترا از دانشگاه پنسیلوانیا بود زبان فارسی آموخت. فرای به کمک او کتاب «تاریخ بخارا» اثر نرشخی را ترجمه کرد و همین تبدیل به رساله دکتری وی در دانشگاه هاروارد شد. در سال‌های ۱۹۴۳ و ۱۹۴۴ به ایران و افغانستان و هند سفر کرد و در این سفرها به آثار باستانی علاقه وافری یافت. در سال ۱۹۴۶ با ارائه ترجمه کتاب تاریخ بخارای از انجمن بورسیه‌های دانشگاه هاروارد بورسیه شد و در دانشکده مطالعات مشرق‌زمین و آفریقا در لندن به تحصیل زبان سغدی و پهلوی پرداخت و پس از بازگشت به هاروارد شروع به تدریس انسان‌شناسی و تاریخ و مذاهب خاورمیانه کرد و هم‌زمان زبان ارمنی را آموخت. به سبب تلاش وی برای ایجاد کرسی تدریس زبان ارمنی و ارمنی‌شناسی در دانشگاه هاروارد، لقب «ارمنی افتخاری» را دریافت کرد.
فرای دارای همسری ایرانی-آشوری به نام عدن نبی بود و فرزندان وی به موجب علاقه به ایران، دین خود را به زرتشتی تغییر داده بودند. وی در ۹۱ سالگی و در مرداد ۱۳۸۹ (ژوئیه ۲۰۱۰) از سوی محمود احمدی‌نژاد قول خانه‌ای تاریخی و مجلل در اصفهان برای زندگی در ایران تا پایان عمرش را دریافت کرد. اما در عمل هرگز آن وعده تحقق نیافت. رسول جعفریان گفته است که خانه ریچارد فرای برای تبدیل به هتل سنتی از طرف دولت به شخص دیگری فروخته شد.
ریچارد نلسون فِرای، روز پنجشنبه ۲۷ مارس ۲۰۱۴ (هفتم فروردین ۱۳۹۳) در سن ۹۴ سالگی در شهر بوستون درگذشت. فرای در وصیتش خواسته بود پس از مرگش در اصفهان و در کنار رودخانه زاینده رود نزدیک آرامگاه پروفسور آرتور پوپ شرق‌شناس معروف به خاک سپرده شود. ولی آن نیز عملی نگشت و کشور تاجیکستان در عوض از خاکسپاری دکتر فرای در خاک خود خبر داد. روزنامه کیهان در این میان فرای را یک مأمور سازمان سیا و مخالف حکومت جمهوری اسلامی ایران می‌نامد، آوردن جسد وی به اصفهان را تلاشی توسط «حلقه انحرافی» خواند.

## فعالیت‌های ایران‌شناسی

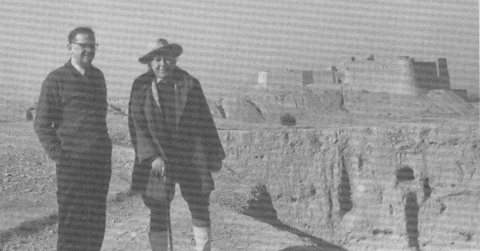
ریچارد فرای در نزد رومن گیرشمن در خرابه‌های باستانی شوش در سال ۱۹۶۶

تلاش‌های او منجر به ایجاد کرسی تدریس مطالعات ایرانی در دانشگاه کلمبیا شد و او به عنوان اولین استاد کرسی مطالعات ایرانی منصوب شد. بعدها آن‌جا را به قصد هاروارد ترک کرد و این سمت پس از او به احسان یارشاطر محقق ایرانی واگذار شد. در دانشگاه هاروارد صدرالدین آقاخان دانشجوی فرای در رشته تاریخ ایران بود. فرای نامه‌ای به پدر او که رهبر بزرگ فرقه اسماعیلیه بود، نوشت و آقاخان در پاسخ موافقت کرد هزینه یک کرسی تدریس مطالعات ایرانی در هاروارد را بپردازد.
هم‌چنین از کارهای فرای در هاروارد، تأسیس «مرکز مطالعات خاورمیانه» بود. او یکی از بنیانگذاران «مرکز مطالعات خاورمیانه» در تهران و مدتی هم مشاور کتاب‌خانه پهلوی بود و نخستین مدرسه تابستانی مطالعات ایرانی را در دانشگاه شیراز سازمان داد. فرای سال‌ها در ایران در سازمان‌دهی کنگره‌های ایران‌شناسی سهیم بود و در خارج از ایران نیز با دانشگاه‌هایی که علاقه‌مند به مطالعات ایران و آموزش زبان فارسی بودند همکاری داشته است. این ایران‌شناس دربارهٔ دوره‌های گوناگون تاریخ ایران از جمله تاریخ هخامنشیان، پارتیان، ساسانیان، سامانیان و تیموریان کتاب و مقاله دارد. وی همچنین در ادیان ایرانی (میترایی، زروانی، زردشتی، مانوی و مزدکی) تحقیق کرده و نقدهایی نوشته است. او در پژوهش‌های خود به انواع منابع تاریخی ایران، از سنگ نوشته‌ها و سکه‌ها گرفته تا متون اوستایی و پهلوی، توجه داشته است.
فرای در کتب و مقالات خود دربارهٔ سهم ایرانیان در تاریخ آسیای مرکزی فراوان قلم زده، تا آنجا که می‌توان گفت دست نوشته‌های او در باب تاریخ ایران بیشتر معطوف و متمایل به صفحات شرقی فلات ایران تا حدود دشت‌های مرغزاری (سبزه زار) ایران‌نشین آسیای داخلی می‌شد.
فرای در مقالهٔ «فر کیانی در ایران باستان» به اعتقاد ریشه دار شاهان ایران باستان به حمایت ایزدی و تأیید الهی، اشاره می‌کند و در مقالهٔ کوتاهی که در آن با استناد بر نقاشی «جیمز موریه» از ویرانه یی را که پنداشته می‌شد آتشکدهٔ «بیشابور» بوده است، ثابت کرد این بنا دارای سقف بوده و آتشکده یی روباز نبوده است. در این نقاشی در بالای دیوارهای بنا پنجره‌های وجود داشت که اکنون، باقی نمانده است؛ وی با بررسی تلاش‌های پیشین برای خواندن «کتیبه آرامگاه کوروش بزرگ»، اثبات کرد که این متنی است به زبان پارسی باستان و خط آرامی که به فرمان یکی از آخرین پادشاهان هخامنشی تهیه شده است. نلسون فرای از سال ۲۰۰۱ تا ۲۰۱۰ عضو افتخاری سازمان پرشن گلف آنلاین بود و همواره با ارسال نامه به تحریف کنندگان از نام خلیج فارس دفاع نمود.

## جوایز
فرای در ایران در چند مناسبت مورد تقدیر قرار گرفته است. در ۲۸ آذر ۱۳۸۲ خورشیدی آیین گرامیداشتی به مناسبت پنج دهه خدمات خستگی ناپذیر پروفسور فرای برجسته‌ترین ایران‌شناس جهان به همت «جامعه بین‌المللی فرهنگ ایرانی» و «انستیتوی آمریکایی مطالعات ایرانی در دانشگاه کلمبیا» برگزار شد. وی در سال۱۳۸۳، سیزدهمین جایزه ادبی و تاریخی دکتر محمود افشار یزدی، را دریافت کرد. در نوزدهمین جشنواره بین‌المللی خوارزمی در سال ۱۳۸۴ از وی به عنوان میهمان افتخاری جشنواره و به پاس تلاش‌های وی در شناساندن هر چه بیشتر قلمرو فرهنگی و تاریخی ایران و ایرانیان تقدیر شد. دهخدا به سبب علاقه‌مندی فرای به ایرانی‌شناسی، به او لقب «ایران دوست» داد؛ و فرای در امضای خود این لقب را افزود. فرای همواره یکی از مدافعان نام خلیج فارس بوده است.

## مقاله‌ها
از میان مهم‌ترین مقالات وی در زمینه تمدن ایران می‌توان به سه مقاله اشاره کرد. مقاله «فر کیانی در ایران باستان» که به اعتقاد ریشه‌دار در شاهان ایران باستان به حمایت ایزدی و تأیید الهی، اشاره می‌کند و مقالهٔ کوتاهی که در آن با استناد بر نقاشی جیمز موریه از ویرانه‌ای را که پنداشته می‌شد آتشکده بیشابور بوده، ثابت کرد این بنا دارای سقف بوده است و آتشکده روباز نبوده است در این نقاشی در بالای دیوارهای بنا پنجره‌های وجود داشت که اکنون باقی نمانده است؛ و مقاله‌ای دیگر که «سنگ‌نبشته آرامی گور کوروش» نام داشت. فرای با بررسی تلاش‌های پیشین برای خواندن این کتیبه، اثبات کرد که این متنی است به زبان پارسی باستان و خط آرامی که به فرمان یکی از آخرین پادشاهان هخامنشی تهیه شده است.

## آخرین نامه فرای
ظاهراً ریچارد فرای قبل مرگ پیش‌بینی می‌کرد خانواده‌اش بر سر اجرای وصیت او در ایران با چالش مواجه شوند. افشین زند، پژوهشگر مستقل دانشگاه هاروارد و دوست ریچارد فرای که پروژه مشترکی با فرای تحت عنوان «توماس جفرسون و کوروش بزرگ» انجام داده، دربارهٔ آخرین روزهای عمر دوست و همکارش اظهارنظر کرد.

زند، ۱۷ آوریل (۲۸ فروردین) در مورد آخرین روزهای عمر این ایران‌شناس نوشت: 
«او در روزهای آخر عمرش چندان نمی‌توانست به‌وضوح و راحتی صحبت کند. تنها توانست یکی دو هفته پیش از مرگش به دشواری چند کلمه بر زبان بیاورد. پیش از آن، او دچار اختلال زبانی شده بود اما امکان درک نیمی از صحبت‌ها و جملاتش وجود داشت. او دو هفته پیش از مرگش به من راجع به کتابی که با هم راجع به کوروش بزرگ و جفرسون قرار بود بنویسیم، صحبت کرده بود.»

### من جاسوس نیستم
افشین زند، در تاریخ ۱۲ اکتبر ۲۰۱۰، نامه‌ای از فرای تحت عنوان «دربارهٔ مرگ و خاکسپاری» در اصفهان دریافت کرد. در بخش‌هایی از نامه آمده است: «من جاسوس نیستم. ایرانی‌ها مرا خوب می‌شناسند. سابقه من مشخص است. همه‌چیز از زمانی شروع شد که به‌عنوان مدیر مؤسسه آسیا در دانشگاه پهلوی آن زمان (دانشگاه شیراز) فعالیت می‌کردم، موسسه‌ای که توسط آرتور اپهام پوپ در نیویورک بنا شده بود. آن زمان زندگی من در شیراز و فعالیتم در ارتباط با آسیا و ایران، شناخت مرا از فرهنگ و تمدن این کشور بیشتر کرد و سال‌ها زندگی در ایران، عشق مرا به این کشور فزونی بخشید. به‌همین‌دلیل تصمیم گرفتم برای تکمیل عشقم به ایران، بعد از مرگم در ایران دفن شوم، اگرچه متولد سوئد هستم اما بیشتر از هر جای دیگر، به ایران احساس تعلق می‌کنم و فکر می‌کنم این حق زیادی نباشد. اصفهان، بیشتر از سایر شهرهای ایران، مورد علاقه من قرار گرفت؛ شهری که سال‌ها پایتخت صفویه بود و سرشار از نمادهای ایرانی و اسلامی است.»
در ادامه نامه آمده است: «درست زمان ریاست‌جمهوری خاتمی بود که درخواستم برای دفن شدن در کناره زاینده‌رود را دوباره مطرح کردم و وی نیز استقبال کردند و شهردار وقت اصفهان و استاندار آن زمان اصفهان نیز موافقت کردند که این اتفاق بعد از مرگم صورت گیرد. زمان رئیس‌جمهوری احمدی‌نژاد نیز او حتی خانه‌ای در اصفهان به من بخشید که این حق را به من داد تا آخر عمر در اصفهان زندگی کنم و من هشتم اوت ۲۰۱۰ به اصفهان آمدم. اتهام اینکه برای سیا فعالیت می‌کردم و چیزهای دیگر شبیه این را قویا رد می‌کنم.»

## مرگ فرای و حاشیه‌های آن
ریچارد فرای در ۲۷ مارس ۲۰۱۴ درگذشت. وی اعلام کرده‌بود که پس از مرگش، او را در حاشیه زاینده رود اصفهان دفن کنند که این وصیت وی جنجال‌هایی در ایران از سوی اصولگرایان همراه داشت و فرای را جاسوس آمریکا معرفی کردند.
به گفتهٔ سایت انتخاب، در صورتی که دولت ایران موفق به انتقال پیکر وی به اصفهان و دفن وی در کنار زاینده رود نشود؛ امکان دفن وی در شهر دوشنبه تاجیکستان در پی درخواست انتقال پیکر دکتر فرای توسط دولت این کشور به شهر دوشنبه وجود دارد.
احمد سالک نماینده مردم اصفهان در مجلس شورای اسلامی خواستار مخالفت رئیس‌جمهور (حسن روحانی) با دفن پیکر فرای در حاشیه رود زاینده‌رود شد و گفت:
فرای و استاد وی از سارقین میراث فرهنگی در کشور هستند و خودشان بارها اذعان کرده‌اند که با کارهایی که می‌کردند مردم کشورهایی که در آن فعالیت می‌کردند ناراحت کردند.
از طرفی علی مطهری نیز از دولت خواست به تعهداتش عمل کند و اجازه دفن ریچارد نلسون فرای را در اصفهان بدهد. علی مطهری تأکید کرد:
ریچارد نلسون فرای ایران‌شناسی بزرگ است و آثار و علاقه بسیاری نسبت به ایران و تاریخ آن دارد. در واقع به‌همین دلیل نام ایرانی «ایران‌دوست» را برای خود برگزید.
محمدتقی رهبر، امام‌جمعهٔ اصفهان، فرای را «زبالهٔ غربی» خواند و گفت «مردم اصفهان اجازه چنین کاری را به مسئولان نخواهند داد که جنازه یک فرد جاسوس سیا در اصفهان دفن شود.» از سوی دیگر عده‌ای در اصفهان تجمع اعتراض‌آمیز نسبت به تدفین ریچارد فرای در کنار رودخانهٔ زاینده‌رود برگزار کردند و بر در و دیوار آرامگاه پروفسور آرتور پوپ — مورخ شهیر آمریکایی — و همسرش شعارهای نوشتند و خواستار تخریب آن شدند.
عدن نبی، همسر ایرانی‌آسوری فرای، در واکنش به این که گفته شد همسرش جاسوس سیا بوده جوابیه‌ای منتشر کرد و گفت که شوهرش هیچ‌گاه از سیا، سازمان اطلاعات مرکزی آمریکا، پول نگرفته است. وی یادآوری کرد که فعالیت‌های «جاسوسی» فرای محدود به جنگ جهانی دوم و علیه آلمان نازی بوده است؛ موضوعی که پنهان نبوده و در نوشته‌های خود ریچارد فرای آمده است.
وزارت اطلاعات در سال ۱۳۷۶ کتابی با عنوان هویت منتشر کرده است که در صفحه ۱۳۱ این کتاب که توسط انتشارات حیان به چاپ رسیده، دربارهٔ ریچارد فرای آمده است:
«ریچارد فرای چندی پیش به دعوت و تلاش برخی روشنفکران داخلی به ایران سفر کرد و در طول اقامت خود در تهران با استفاده از برخی عناصر ناآگاه اقدام به جمع‌آوری گسترده اطلاعات محرمانه کرد. ریچارد فرای که همکاری به ظاهر علمی او با سیا امری آشکار است در این سفر تا آنجا پیش رفت که حتی برای جذب برخی مدیران اجرایی و آموزشی کشور اقدام کرد که البته این تلاش با برخی هوشیاری‌ها ناکام ماند.»
کاظم موسوی بجنوردی، رئیس مرکز دائرةالمعارف بزرگ اسلامی در ۱۸ فروردین در نامه‌هایی جداگانه خطاب به حسن روحانی رئیس‌جمهور، وزیر امور خارجه، و استاندار اصفهان از افراد یاد شده خواسته بود تا اجازه حمل پیکر ریچارد فرای به ایران و دفن آن در کنار مزار آرتور پوپ، در شهر اصفهان را صادر نمایند. وی در نامه خود یادآور شده بود:
«چند سال پیش، پس از آنکه شادروان ریچارد فرای اینجانب را وصی خود قرار داد، در معیت ایشان به اصفهان رفتیم و ضمن مذاکره با استاندار وقت آن شهر، مقرر شد پیکر ایشان پس از مرگ، در اصفهان و کنار مزار آرتور پوپ دفن گردد.»
 کاظم موسوی بجنوردی در انتهای نامه خود ذکر کرده بود این مرکز (دائرةالمعارف بزرگ اسلامی) ساخت مقبره‌ای کوچک و مناسب برای ریچارد فرای را تقبل خواهد کرد.

موسوی بجنوردی خطاب به سیدعلی خامنه‌ای، رهبر ایران: 
"به ایشان گفتم که اگر با آوردن پیکر فرای به ایران موافق نیستند، این قضیه را اعلام کنند؛ ولی اگر موافق هستند، سفارش کنند تا این بحث کاملاً فرهنگی، سیاسی نشده و به ضرر ایران تمام نشود."
در نامه‌ای که از سوی محمدجواد ظریف وزیر امور خارجه ایران خطاب به محمد نهاوندیان، رئیس دفتر رئیس‌جمهوری نوشته شد، به اعلام آمادگی مرکز دائرةالمعارف بزرگ اسلامی در مورد تحویل پیکر ریچارد فرای در فرودگاه و به خاک سپاری وی اشاره شده است. ظریف در این نامه که روز (۱۳ آوریل/ ۲۴ فروردین) در خبرگزاری‌های داخلی انتشار یافت، خواست تا ضمن صدور دستور در این رابطه از سوی دفتر ریاست‌جمهوری، وزارت امور خارجه نیز در جریان امور قرار گیرد.
۲۷ فروردین (۱۶ آوریل) روزنامه جوان نزدیک به سپاه پاسداران به مسئولان دولتی هشدار داد که حتی اگر بتوانند ریچارد فرای را در جایی که وصیت کرده به خاک بسپارند، قادر نخواهند بود یک «گردان نیروی ویژه» را مأمور جلوگیری از نبش قبر او کنند.
علی جنتی، وزیر فرهنگ و ارشاد اسلامی ایران، در خصوص وصیت فرای گفت: 
"هر کس وصی ایشان است، برود به وصیتش عمل کند. دولت جدید (دولت حسن روحانی) که وصی ایشان محسوب نمی‌شود."

۲۳۳ استاد دانشگاه از دانشگاه‌هایی مانند «صنعتی شریف»، «تهران»، «امیرکبیر»، «علم و صنعت»، «صنعتی اصفهان»، «یاسوج»، «شیراز»، «فردوسی مشهد» و … در نامه‌ای خطاب به رئیس‌جمهور حسن روحانی خواستار اجرایی شدن وصیت ریچارد فرای شدند. در این نامه خطاب به حسن روحانی آمده است: 
«استاد ریچارد فرای، ایران‌شناس مشهور و خدمتگزار صادق تاریخ و فرهنگ ایران که در ۶۰ سال گذشته، خدمات درخشانی در شناساندن فرهنگ و تاریخ ایران و بخصوص نقش آن در بسط تمدن اسلامی داشته است، اخیراً به رحمت ایزدی پیوست. بنا به وصیت آن مرحوم، قرار است پیکر او در شهر اصفهان و در کنار زاینده‌رود به خاک سپرده شود. کوشش‌های این‌گونه افراد در چند دهه اخیر باعث شده است که علی‌رغم تبلیغات بسیار نامساعد رسانه‌ها، مفهومی به‌عنوان فرهنگ غنی ایرانی در جوامع غربی شکل گرفته و گسترش یابد، به‌طوری‌که حتی سیاستمداران دنیای غرب نیز همواره با احترام فراوان از فرهنگ غنی ایران یاد می‌کنند. جامعه دانشگاهی ایران با توجه به سال فرهنگ، از جنابعالی و دولت محترم انتظار دارد که نسبت به اجرای وصیت‌نامهٔ استاد ریچارد فرای با احترام و تشریفاتی که شایسته آن خدمتگزار عزیز است، اقدام لازم انجام شود. طبیعی است که تعلل در این امر، نتایج ناگواری برای منافع ملی و سابقهٔ فرهنگی کشور خواهد داشت.»

### ترجمه به فارسی
1. ترجمه تاریخ بخارا
2. میراث باستانی ایران
3. عصر زرین فرهنگ ایران
4. تاریخ باستانی ایران
5. ویراستاری جلد چهارم از کتاب تاریخ ایران کمبریج (از یورش اعراب تا زمان سلجوقیان)[۳۵]
6. سفری دور و دراز در ایران بزرگ، ترجمه شاهرخ باور، نشر نامک، سال ۱۳۹۵
7. خاطرات ریچارد فرای (تاریخ شفاهی)، ترجمه بهمن زبردست، شرکت سهامی انتشار، سال ۱۳۹۷[۳۶]
8. میرای آسیای مرکزی، ترجمه: اوانس اوانسیان، بنیاد موقوفات ایرج افشار، تهران، ۱۳۸۶.